# Glenea cylindricollis
Glenea cylindricollis är en skalbaggsart som beskrevs av Aurivillius 1925. Glenea cylindricollis ingår i släktet Glenea och familjen långhorningar. Inga underarter finns listade i Catalogue of Life.